# Claus Hansmann
Claus Hansmann (* 15. Juni 1918 in München; † 23. Dezember 2004, ebenda) war ein deutscher Grafiker und Fotograf.

## Leben

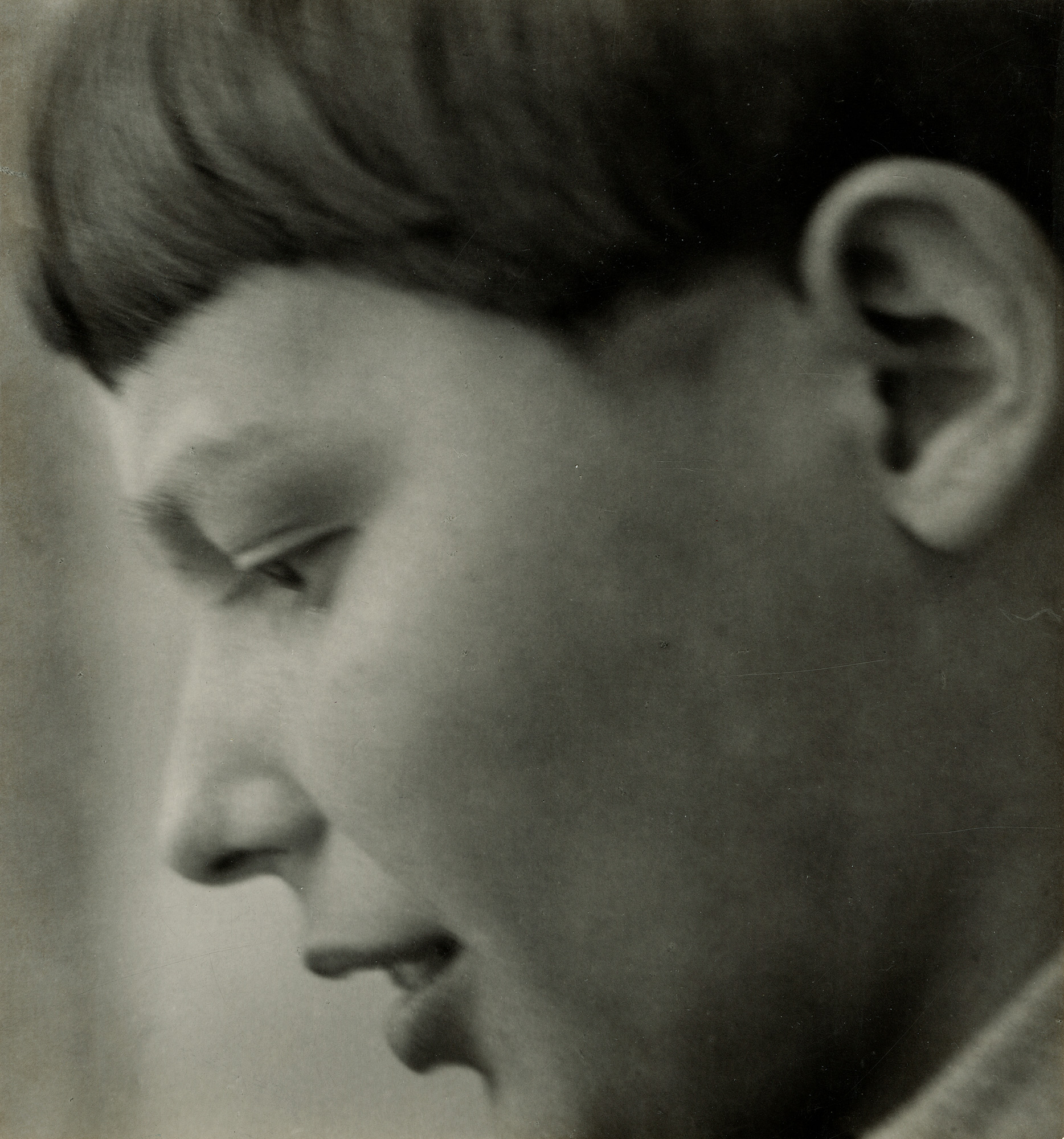
Porträt des 13-jährigen Claus Hansmann von Aenne Biermann

Claus Hansmann wuchs in einem linksliberalen Elternhaus auf. Die Mutter war eine Klavierpädagogin und Bildjournalistin. Der Vater war Schriftsteller und Übersetzer. Hansmann erlernte den Beruf des Graphikers an der Graphischen Gewerbeschule in München. Danach studierte er an der Akademie für angewandte Kunst in München und schloss das Studium 1939 ab. 1939 wurde er zum Arbeitsdienst verpflichtet. Mit Beginn des Zweiten Weltkrieges wurde er zum Kriegsdienst eingezogen und war Funker bei der Infanterie. Im Westfeldzug in Frankreich begann er als Dokumente des Unmenschlichen Gefallene zu zeichnen. In der Sowjetunion im Deutsch-Sowjetischen Krieg verstärkte Hansmann sein geheimes Zeichnen und begann ab September 1941, in literarischer Form Texte zu seinen Kriegseindrücken zu verfassen.
Nach dem Krieg war Claus Hansmann freischaffend als Graphik-Designer, Bühnenbildner und Fotograf tätig. Er war Mitgründer der Gewerkschaft der geistig und kulturell Schaffenden und teils Vorsitzender der Schutzverbandes der bildenden Künstler. Er veranstaltete die ersten Ausstellungen junger Künstler nach 1945 in München.
Als Illustrator, Bildautor, Herausgeber, Co-Autor und Layouter entstanden auch in Zusammenarbeit mit seiner Frau Liselotte Hansmann zahlreiche Buchpublikationen zur Kulturgeschichte und Volkskunst.
Von 1968 bis 1970 war Claus Hansmann Dozent für Illustration und wissenschaftliche Graphik an der Werkkunstschule Wiesbaden.
Claus Hansmann nahm in seiner Rede zum 50. Jahrestag des Hitlerkrieges am 1. September 1989 im Deutschen Historischen Museum Bezug auf den Ausspruch Gnade der späten Geburt vom Bundeskanzler Helmut Kohl und beansprucht für seine Person die lebensformende Gnade eines vernunftbetonten, kritischen und liebevollen Elternhauses. Und nannte mitprägend einen hochkarätigen Freundeskreis, engagiert und diskussionsfreudig, zu dem zählten der Kunsthistoriker und Kulturphilosophen Franz Roh, der ein paar Häuser weiter wohnte. Der Verleger und Antiquar Ernst Weil und seine Frau Gertrude Weil. Der Typograph Jan Tschichold, László Moholy-Nagy vom Bauhaus, Hultschiner, der lange im Ausland tätig war und 1932 Deutschland verließ. Die Kunsttheoretiker Sigfried Giedion und Ernst Kuriel. Der Philosoph Rudolf Carnap, die Mythen- und Mutterrechtsforscherin Ida Lublinski. Der Gymnasiallehrer August Schroff als Exponent eines radikalen Pazifismus. Der Armenarzt Horn aus dem Münchner Westend. Der Philosoph Stern mit seiner Lebensgefährtin Lotte Pariser. Er beging am Tag der Deportation Selbstmord, Lotte Pariser endete in Theresienstadt. Die Autorität im Freundeskreis der Familie war der Wiener Volkswirtschaftler und Soziologe Otto Neurath, der 1919 wie ein Meteor bei Nacht und Nebel über Gertrude Weil vermittelt bei der Familie untertauchte. Claus Hansmanns Tante Alexe Franken, Corinth-Schülerin wurde von den Nazis umgebracht. Regina Pachmayr emigrierte 1939 mit ihren drei Kindern. Die Fotografinnen Aenne Biermann, Lucia Moholy und Hilde Horn. Der Freundeskreis wurde 1933 halbiert. Franz Roh wurde als sogenannter Kulturbolschewist in Schutzhaft genommen. Im Juni 1933 emigrierten Ernst und Gertrude Weil.

## Publikationen
- 8 Zeichnungen in: Leonce und Lena. Ein Lustspiel. von Georg Büchner beim Verlag Kluger, München 1947.
- Kreuzweg des Geistes. Einführung von Franz Roh, Bildende Kunst, Alfons Bürger Verlag, Lorch 1948.
- Puppen aus aller Welt. Mit Farbaufnahmen, Einführung von Leonie von Wilckens, Bruckmann Verlag, München 1959.
- mit Liselotte Hansmann: Viel köstlich Wachsgebild. Mit 30 Farbaufnahmen und 27 Abbildungen, Bruckmann, München 1959.
- Farbaufnahmen in: Masken, Schemen, Larven. Volksmasken der Alpenländer. Einführung von Gislind Ritz,  Bruckmann, München 1959.
- Farbaufnahmen in: Paula Kiessling, Waldemar Kiessling: Lüftlmalerei. Bruckmann, München 1959.
- Farbaufnahmen in: Liselotte Hansmann (Text): Triff ins Schwarze. Bruckmann, München 1960.
- Farbaufnahmen in: Eugen Roth: Oberammergau. Bruckmann, München 1960. Englische Ausgabe übersetzt von Elizabeth Thompson, Munich 1960.
- Farbaufnahmen in: Johanna Schmidt-Grohe: Galantes Porzellan. Bildende Kunst, Bruckmann, München 1960.
- Farbaufnahmen in: Wilhelm Döderlein: Altötting. Bildende Kunst, Bruckmann, München 1960.
- Farbaufnahmen in: Liselotte Hansmann (Text): Tabak seit Anno Tobak. Kulturgeschichte, Volkskunde, Bruckmann, München 1961.
- Farbaufnahmen in: Kunterbunter Bauernhimmel. Zur Hinterglasmalerei, Einführung von Gislind Ritz, Bildende Kunst, Kulturgeschichte, Bruckmann, München 1961., 3. Auflage, München 1975, ISBN 3-7654-1116-7.
- Fotos und Zeichnungen in: Manfred Bachmann: Das grosse Puppenbuch. Kulturgeschichte, Wasmuth, Tübingen 1971, Französische Ausgabe: Le grand Livre de la poupée. Edition Leipzig 1972, Englische Ausgabe: Dolls the wide world over. Harrap, London 1973, 1991; ISBN 3-361-00381-4.
- Fotos und Zeichnungen in: Weihnachtskrippen. Illustrierter Führer durch die Krippenabteilung des Bayerischen Nationalmuseums. Bildende Kunst, Bayerisches Nationalmuseum, München 1972.
- Farbaufnahmen in: Juliane Roh: Ich hab wunderbare Hilf erlangt. Votivbilder aus bayerischen Wallfahrtsorten. Bildende Kunst, Kulturgeschichte, Bruckmann, München 1974, 5. erweiterte und neue bearbeitete Ausgabe, Bruckmann, München 1982, ISBN 3-7654-1871-4.
- mit Liselotte Hansmann, Roswitha Schlötterer: Das Atlantis-Weihnachtsbuch. Schöne Literatur und Lieder, Atlantis, Zürich 1977, ISBN 3-7611-0526-6.
- Vorüber – nicht vorbei. Russische Impressionen. 1941–1943. Vorwort von Christoph Stölzl, Das Nachwort sind Auszüge einer Rede, die Claus Hansmann zur Eröffnung einer Ausstellung zum Gedenken an 50 Jahre des Ausbruchs des Zweiten Weltkrieges am 1. September 1989 im Deutschen Historischen Museum gehalten halt. Mit 21 Zeichnungen und 16 Fotografien[3], Ullstein Sachbuch, Frankfurt am Main 1989, ISBN 3-548-34682-0.